# Мстислав Андреевич
Мстислав Андреевич (? — ум. 28 марта 1172) — второй сын Андрея Боголюбского.

## Биография
Впервые упоминается в 1165 году, когда вместе с отцом присутствовал на похоронах своего брата Изяслава. В 1169 году поставлен отцом во главе коалиции князей, объединившихся против киевского князя Мстислава Изяславича. Киев был взят и сожжён: «И бысть в Киеве на всих человецах стенание и туга, и скорбь неутишимая» (Ипатьевская летопись). Посадив на киевском столе своего дядю Глеба Юрьевича, вместе с ростово-суздальскими войсками вернулся из Киева в Северо-Восточную Русь.
В 1170 году аналогичный поход на Новгород завершился провалом [см. Осада Новгорода (1170)].
В 1172 году начальствовал над войсками отца в походе на волжских болгар. Разграбив несколько селений и захватив полон, Мстислав был вынужден бежать от подоспевшего большого войска противника.
По летописным данным, Мстислав Андреевич умер во вторник 28 марта 6681 года от сотворения мира. В историографии эту дату в современное летоисчисление переводят как 28 марта 1172 либо 1173 года. При этом 1172 год обоснован тем, что вторником 28 марта было именно в указанном году.
Похоронен в Успенском соборе Владимира.

## Потомство
В 1170/71 году у Мстислава родился сын Василий, однако его дальнейшая судьба неизвестна.